# Сновида (фільм)
«Сновида» (англ. Sleepwalkers) — американський фільм жахів 1992 року режисера Міка Гарріса, екранізація сценарію Стівена Кінга. Прем'єра фільму відбулася 10 квітня 1992 року.

## Сюжет
На пляжі каліфорнійського міста Бодега Бей поліція виявляє котедж, в якому знаходяться останки десятків кішок. Однак це не все — в одній з кімнат вони виявляють муміфіковане тіло дівчини. Господарі зникли в невідомому напрямку.
Індіана. Місто Тревіс. Таємничі мисливці за кішками (мати і син Мері і Чарльз Брейді) поселяються тут. Юнак знайомиться з місцевою дівчиною Танею Робертсон. Він запрошує її на побачення. Тим часом особистістю Чарльза зацікавлюється шкільний учитель Феллоуз, який зауважує, що документи про переведення підроблені. Він намагається викрити Брейді, але Чарльз відриває у вчителя кисть, а потім показує своє справжнє обличчя перевертня. На шляху додому через перевищення швидкості Чарльза помічає помічник шерифа округу Касл Енді Сімпсон і, разом зі своєю кішкою Кловіс, пускається в погоню за перевертнем. Наздогнавши Чарльза він наказує йому зупинитися, однак хлопець, побачивши Кловіс, додає швидкості. Обігнавши поліцейського, Чарльз робить свою машину невидимою і зупиняється на узбіччі. Нарешті поліцейський їде, а перевертень перетворює свій синій Понтіак в червоний Форд Мустанг.
Мати вимагає від Чарльза крові дівчини, бо вона дуже голодна. Юнак обіцяє в найближчому майбутньому доставити їй страву. З цією метою він веде Таню на старе кладовище, де і нападає на дівчину. Енді Сімпсон, проїжджаючи повз кладовище, зауважує Форд Мустанг Чарльза, який знову перетворився в Камаро. Тут же до нього підбігає Таня і переконує поїхати звідти якомога швидше. Енді стріляє перевертня, однак той вбиває помічника шерифа і знову наближається до Тані. З машини вискакує Кловіс і накидається на Чарльза. Сильно травмований Чарльз повертається додому, а тим часом поліція вже починає на нього полювання. Використовуючи свої магічні здібності Мері робить себе і сина невидимими. В результаті поліції не вдається нічого знайти.
Мері приголомшує чергування біля її будинку поліцейських і на патрульній машині приїжджає до будинку Тані, де нападає на її батьків і поліцейського. Підмога, що прибула туди не представляє для перевертня ніякої небезпеки, так що вона бере дівчину і везе у свій будинок. Коли вони приїжджають в резиденцію Брейдлі, Чарльз уже мертвий. Однак при появі дівчини він воскресає і намагається висмоктати життєву енергію Тані. Шериф, що приїхав на допомогу, також гине від рук перевертня, але монстри самі виявляються жертвами кішок, що оточили будинок.
Фільм закінчується тим, що Таня бере в руки кішку Кловіс і вимовляє «Тепер ми одні», те ж саме говорила Мері Брейді ...

## У ролях
- Браян Краузе — Чарльз Брейді
- Медхен Амік — Таня Робертсон
- Еліс Кріге — Мері Брейді
- Джим Гейні — шериф Айра
- Сінді Пікетт — місіс Робертсон
- Рон Перлман — капітан Соамс
- Лаймен Ворд — містер Дон Робертсон
- Ден Мартін — помічник шерифа Енді Сімпсон
- Гленн Шедікс — містер Феллоус
- Синтія Герріс — Лора Тревіс
- Монті Бейн — помічник шерифа Горас
- Френк Новак — помічник шерифа
- Расті Швіммер — домогосподарка
- О. Ніколас Браун — офіцер Вілбер
- Річард Пенн — офіцер поліції штату
- Ерні Лайвлі — офіцер контроля за тваринами
- Боджессі Крістофер — Кроуфорд

## Саундтрек
1. Santo & Johnny – Sleepwalk 2:23
2. Nicholas Pike – Main Titles 2:06
3. Nicholas Pike – Cop Kabob 2:25
4. Nicholas Pike – This Is Homeland 4:06
5. Nicholas Pike – Is This What You Had In Mind? 2:49
6. Nicholas Pike – Let's Go Upstairs 2:46
7. Nicholas Pike – You Didn't Get It 3:05
8. Nicholas Pike – Run To That Jungle Beat 2:24
9. The Contours – Do You Love Me 3:00
10. Nicholas Pike – Am I Beautiful? 1:31
11. Nicholas Pike – Let The Cats Run 4:31
12. Nicholas Pike – I'm Going To Make Us Dim 2:36
13. Nicholas Pike – Fly On The Chicken 2:57
14. Nicholas Pike – Impaling Doom 3:44
15. Nicholas Pike – Speedster 3:39
16. Enya – Boadicea 3:30